# Hemioplisis pholata
Hemioplisis pholata är en fjärilsart som beskrevs av Achille Guenée 1858. Hemioplisis pholata ingår i släktet Hemioplisis och familjen mätare. Inga underarter finns listade i Catalogue of Life.